# 新條宏喜
新條 宏喜（しんじょう ひろき、1973年4月28日 - ）は東京都出身の元サッカー選手。選手時代のポジションはミッドフィールダー（主にボランチ）、ディフェンダー（主に右サイドバック）。

## 来歴
中央大学で全日本大学サッカー選手権（インカレ）優勝を経験し、1995年には大学選抜としてユニバーシアードに出場。
1996年に東京ガスに入社し、大学時代に指導を受けた大熊清が監督を務める同社サッカー部（現FC東京）に社員選手として加入。小池知己から右サイドバックのポジションを奪い、1年目からレギュラーに定着。全試合にフル出場し、同年のJFL新人王とベストイレブンを受賞した。後に岡島清延に代わる形でボランチに配される ようにもなり、登録をDFからMFに変更。主に浅利悟とコンビを組んだ。1998年のシーズンからは先発メンバーで出場はするが途中で交代となることが増え始め、1999年のJ2初年度にはさらにその傾向が強まった。FC東京のJ1昇格に貢献したものの、その年12月に戦力外を言い渡され東京ガスの社業に専念することになり、高校・大学・東京ガスで共にプレーし、仲の良かった奥原崇と時を同じくしてサッカー選手として現役を引退、J1でのプレーは叶わなかった。

## 所属クラブ
- くにたち二松SC (国立市立第二小学校)
- 1986年-1988年 国立市立国立第二中学校
- 1989年-1991年 堀越高等学校
- 1992年-1995年 中央大学学友会サッカー部
- 1996年-1999年 東京ガスサッカー部 / 東京ガスフットボールクラブ / FC東京
- 東京ガスサッカー部

## 個人成績
| 国内大会個人成績 | 国内大会個人成績 | 国内大会個人成績 | 国内大会個人成績 | 国内大会個人成績 | 国内大会個人成績 | 国内大会個人成績 | 国内大会個人成績 | 国内大会個人成績 | 国内大会個人成績 | 国内大会個人成績 | 国内大会個人成績 |
| 年度             | クラブ           | 背番号           | リーグ           | リーグ戦         | リーグ戦         | リーグ杯         | リーグ杯         | オープン杯       | オープン杯       | 期間通算         | 期間通算         |
| 年度             | クラブ           | 背番号           | リーグ           | 出場             | 得点             | 出場             | 得点             | 出場             | 得点             | 出場             | 得点             |
| 日本             | 日本             | 日本             | 日本             | リーグ戦         | リーグ戦         | リーグ杯         | リーグ杯         | 天皇杯           | 天皇杯           | 期間通算         | 期間通算         |
| ---------------- | ---------------- | ---------------- | ---------------- | ---------------- | ---------------- | ---------------- | ---------------- | ---------------- | ---------------- | ---------------- | ---------------- |
| 1993             | 中大             |                  |                  | -                | -                | -                | -                | 2                | 0                | 2                | 0                |
| 1996             | 東京ガス         | 4                | 旧JFL            | 30               | 3                | -                | -                | 3                | 0                | 33               | 3                |
| 1997             | 東京ガス         | 6                | 旧JFL            | 28               | 3                | -                | -                | 6                | 1                | 34               | 4                |
| 1998             | 東京ガス         | 6                | 旧JFL            | 26               | 0                | -                | -                | 3                | 2                | 29               | 2                |
| 1999             | FC東京           | 6                | J2               | 26               | 0                | 3                | 0                | 1                | 0                | 30               | 0                |
| 通算             | 日本             | 日本             | J2               | 26               | 0                | 3                | 0                | 1                | 0                | 30               | 0                |
| 通算             | 日本             | 日本             | 旧JFL            | 84               | 6                | -                | -                | 12               | 3                | 96               | 9                |
| 通算             | 日本             | 日本             | 他               | -                | -                | -                | -                | 2                | 0                | 2                | 0                |
| 総通算           | 総通算           | 総通算           | 総通算           | 110              | 6                | 3                | 0                | 15               | 3                | 128              | 9                |

- 1996年4月21日：JFL初出場 - JFL第1節 vs大分FC (西が丘)
- 1996年6月09日：JFL初得点 - JFL第9節 vsモンテディオ山形 (西が丘)
- 1999年3月28日：J2初出場 - J2第3節 vsアルビレックス新潟 (西が丘)

## 個人タイトル
- ジャパンフットボールリーグベストイレブン (1996年)
- ジャパンフットボールリーグ新人王 (1996年)